# Kosrae
Kosrae (spreek uit koosjraaj) is een eiland en tevens deelstaat van de Federale Staten van Micronesië. Het heeft een oppervlakte van 110 km² en het hoogste punt ligt 634 m boven de zeespiegel. De hoofdplaats van Kosrae is Tofol, gelegen in de gemeente Lelu. 
Tot de deelstaat Kosrae behoren ook vijf andere eilandjes, waaronder het eiland Lelu voor de kust van de hoofdstad. Tot 1977 viel Kosrae onder Pohnpei.

## Toponymie
Het eiland stond in het verleden onder meer bekend als Kusaie, Ualan en als Strong's Island.

## Geografie
Kosrae is de meest oostelijk gelegen deelstaat van Micronesië. Het eiland Kosrae is het op een na grootste eiland van het land en behoort tot de oostelijke Carolinen. Een bijzonderheid aan het hoofdeiland is dat het door koraalriffen omringd is. Het landschap bestaat uit regenwouden.
Er komen slechts drie zoogdieren voor, de geïntroduceerde ratten Rattus tanezumi en Rattus rattus (de zwarte rat), en de vleermuis Pteropus ualanus.

## Gemeenten
- Lelu (2.404 inwoners)
- Malem (1.430)
- Tafunsak (2.427)
- Utwe (1.056)
- Walung